# Robádihegy
Robádihegy (horvátul: Robadje) falu Horvátországban Muraköz megyében. Közigazgatásilag Stridóvárhoz tartozik.

## Fekvése
Csáktornyától 20 km-re északnyugatra, községközpontjától Stridóvártól 2 km-re délnyugatra  a Muraközi-dombság területén a szlovén határ mellett fekszik.

## Története
A csáktornyai uradalom része volt. 1546-ban I. Ferdinánd király adományából a Zrínyieké lett. Miután Zrínyi Pétert 1671-ben felségárulás vádjával halálra ítélték és kivégezték, minden birtokát elkobozták, így a birtok a kincstáré lett.  III. Károly király 1719-ben a Muraközzel együtt szolgálatai jutalmául elajándékozta Althan Mihály János cseh nemesnek. 1791-ben gróf Festetics György vásárolta meg és ezután 132 évig a tolnai Festeticsek birtoka volt.
A településnek 1910-ben 992, túlnyomórészt horvát lakosa volt. A trianoni békeszerződésig Zala vármegye Csáktornyai járásához tartozott. 2001-ben 187 lakosa volt.

## Külső hivatkozások
- A Stridóvári turisztikai hivatal honlapja
- Stridóvár a Muraköz információs portálján